# Musée du Palais (Hong Kong)
Le musée du Palais (故宮文化博物館) de Hong Kong est situé dans le district culturel de West Kowloon, et expose des artefacts du musée du Palais de la Cité interdite de Pékin. Sa construction débute en avril 2019 et il ouvre officiellement le 3 juillet 2022 pour commémorer le 25e anniversaire de la rétrocession de Hong Kong à la Chine.
La décision de construire le musée suscite de nombreuses controverses et critiques de la part de la société civile, principalement en raison de l'incapacité du gouvernement de Hong Kong à mener au préalable un exercice de concertation publique,. Le gouvernement a ensuite lancé un processus de consultation de six semaines au cours duquel, au lieu de recueillir des avis sur la question de savoir si le musée devait être construit, le public était simplement invité à donner son avis sur la conception et le fonctionnement du musée via un court questionnaire.

## Description

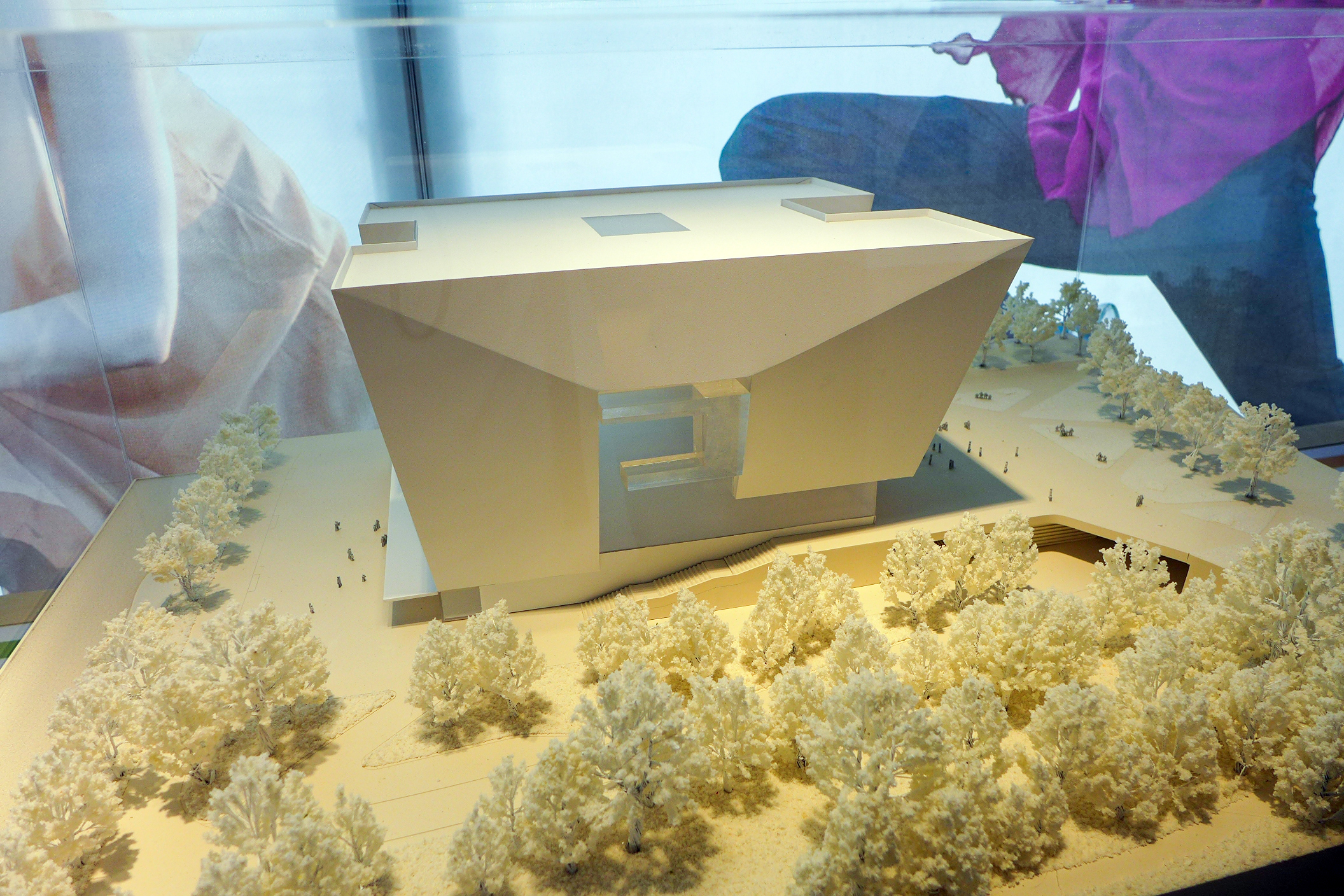
Maquette du projet de musée.

Le bâtiment de 30 500 m² est conçu par le cabinet d'architecture hongkongais Rocco Design Architects (en), qui est directement nommé. Il comprend deux salles d'exposition, des salles d'activités, une salle de projection et de conférence de 400 places, une boutique de souvenirs et un restaurant. Il sera construit sur un site d'enfouissement anciennement occupé par le parc de la pépinière de Kowloon Ouest.
Le musée exposera des objets prêtés par le musée du Palais de Pékin, dont certains n'ont jamais été exposés au public auparavant.

## Histoire

### Conception
La Première secrétaire de l'administration Carrie Lam déclare que le projet du musée est imaginé lors d'un événement à Pékin en septembre 2015. Elle affirme avoir demandé au fonds de charité du Hong Kong Jockey Club de le financer à hauteur de 3,5 milliards HK$ en décembre 2015, et que la demande est approuvée par leur conseil d'administration en octobre 2016.

### Annonce et réaction
La nouvelle du musée est rendue publique dans une annonce surprise le 23 décembre 2016. Ce jour-là, Lam signe un accord de coopération avec le musée du Palais de Pékin. La signature est faite en présence du chef de l'exécutif Leung Chun-ying et du ministre chinois de la Culture Luo Shugang. Leung déclare en 2017 que « c'est le meilleur et le plus grand cadeau pour célébrer le 20e anniversaire du retour de Hong Kong à la patrie », faisant référence à la commémoration de la rétrocession de Hong Kong à la Chine.
Le nouveau musée présentera des reliques prêtées à long terme par le Musée du Palais de Pékin. Il sera géré par une filiale de l'autorité du district culturel de Kowloon Ouest. Le coût de la construction doit être couvert par un don de 3,5 milliards HK$ du fonds de charité du Hong Kong Jockey Club,. L'arrangement de financement contourne la nécessité pour le gouvernement de rechercher un financement auprès du conseil législatif.
L'annonce fait polémique. Les critiques se plaignent du manque de consultation. D'autres considèrent le musée comme un effort pour accroître l'influence de Pékin à Hong Kong et comme un « plan politique » pour fomenter le patriotisme. Cela fait suite à une année de troubles politiques à Hong Kong autour de l'empiètement de Pékin sur les droits et libertés du territoire.
Ada Wong, qui siège au comité de consultation de l'autorité du district, déclare que le comité n'a reçu aucune notification avant l'annonce du nouveau musée. Elle remet en cause le secret entourant le projet, demandant : « Si c'est une bonne proposition, pourquoi n'ont-ils pas communiqué avec nous plus tôt ? [...] Le gouvernement devrait nous dire pourquoi il a choisi d'informer les Hongkongais de cette manière. Il devrait expliquer pourquoi il n'a pas commencé le processus de consultation plus tôt, si Kowloon Ouest est le meilleur site et qui dirigera le projet ». Elle dit qu'elle ne s'opposerait pas au musée, mais suggère que son contenu soit présenté du point de vue de Hong Kong. Le législateur James To (en) déclare que l'opacité de la planification du projet est « absolument inappropriée » et sape l'autonomie de Hong Kong.
L'urbaniste Camille Lam critique la nomination directe de Rocco Yim comme architecte sans aucun concours de design, comme cela avait été fait avec le musée M+, ni appel d'offres ouvert, comme c'est la pratique courante pour d'autres bâtiments publics. Elle déclare que le public doit être consulté car le gouvernement est en train de modifier le plan établi pour l'autorité du district, qui a été élaboré après une vaste consultation publique.
D'autre part, un groupe appelé Alliance en soutien au musée du Palais de Hong Kong est formé pour soutenir l'idée. L'organisateur, Fok Kin-man, déclare que le manque de consultation vise à permettre au gouvernement de surprendre agréablement le peuple de Hong Kong.

## Galerie

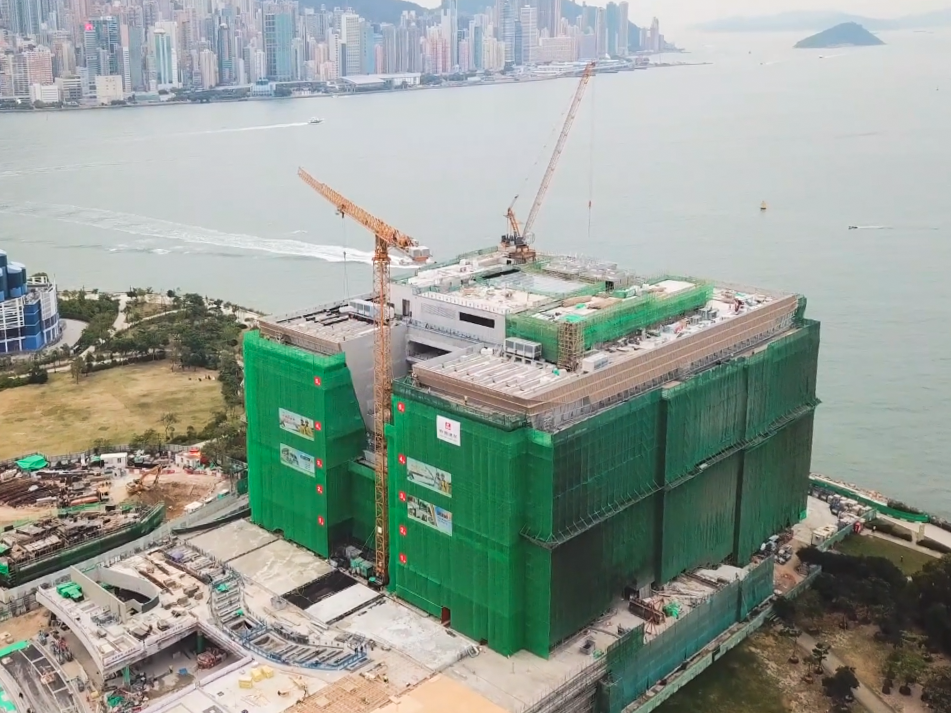
Le musée en construction en novembre 2020.
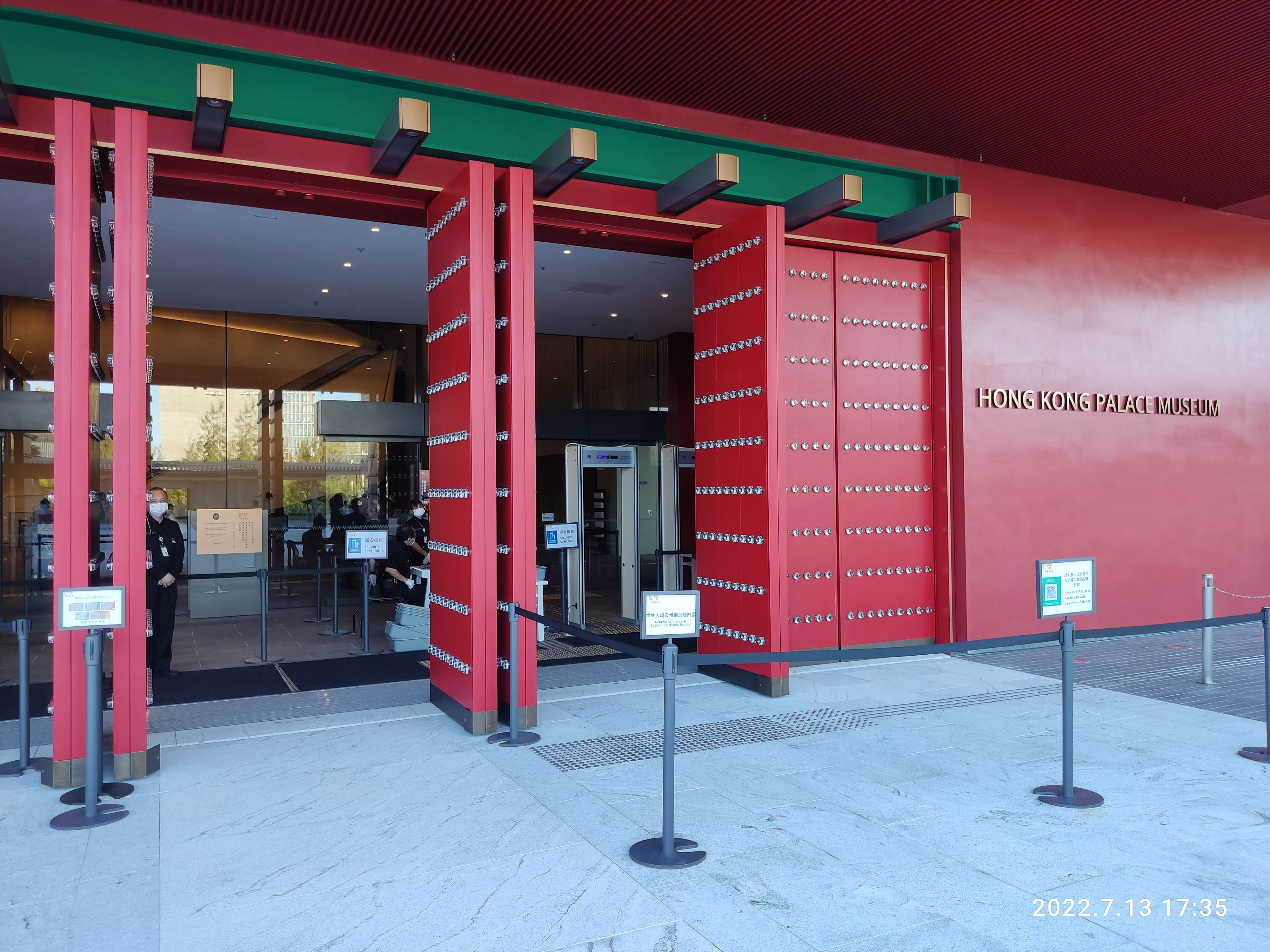
Entrée du musée.
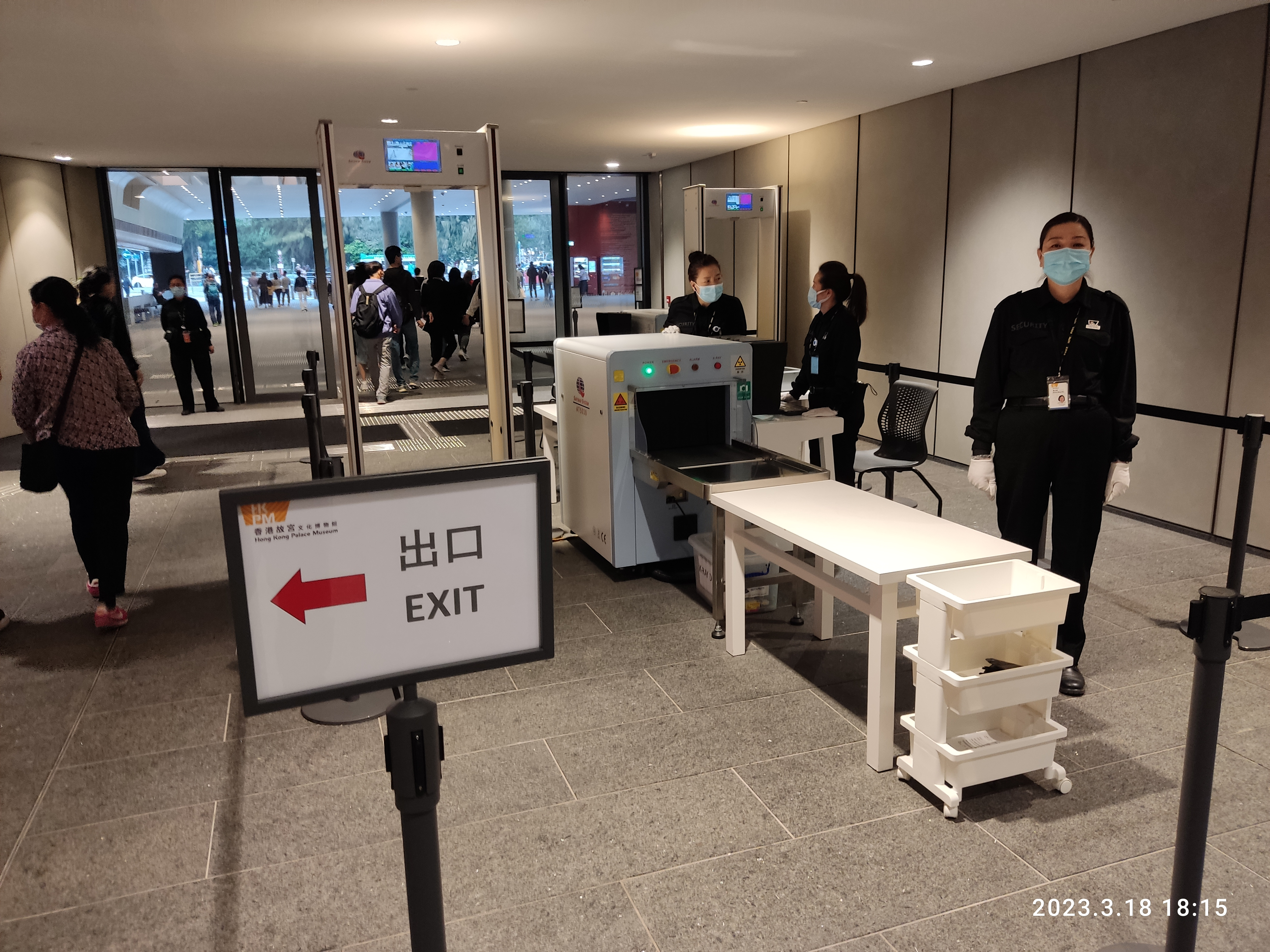
Contrôle de sécurité avant d'entrer dans le musée.
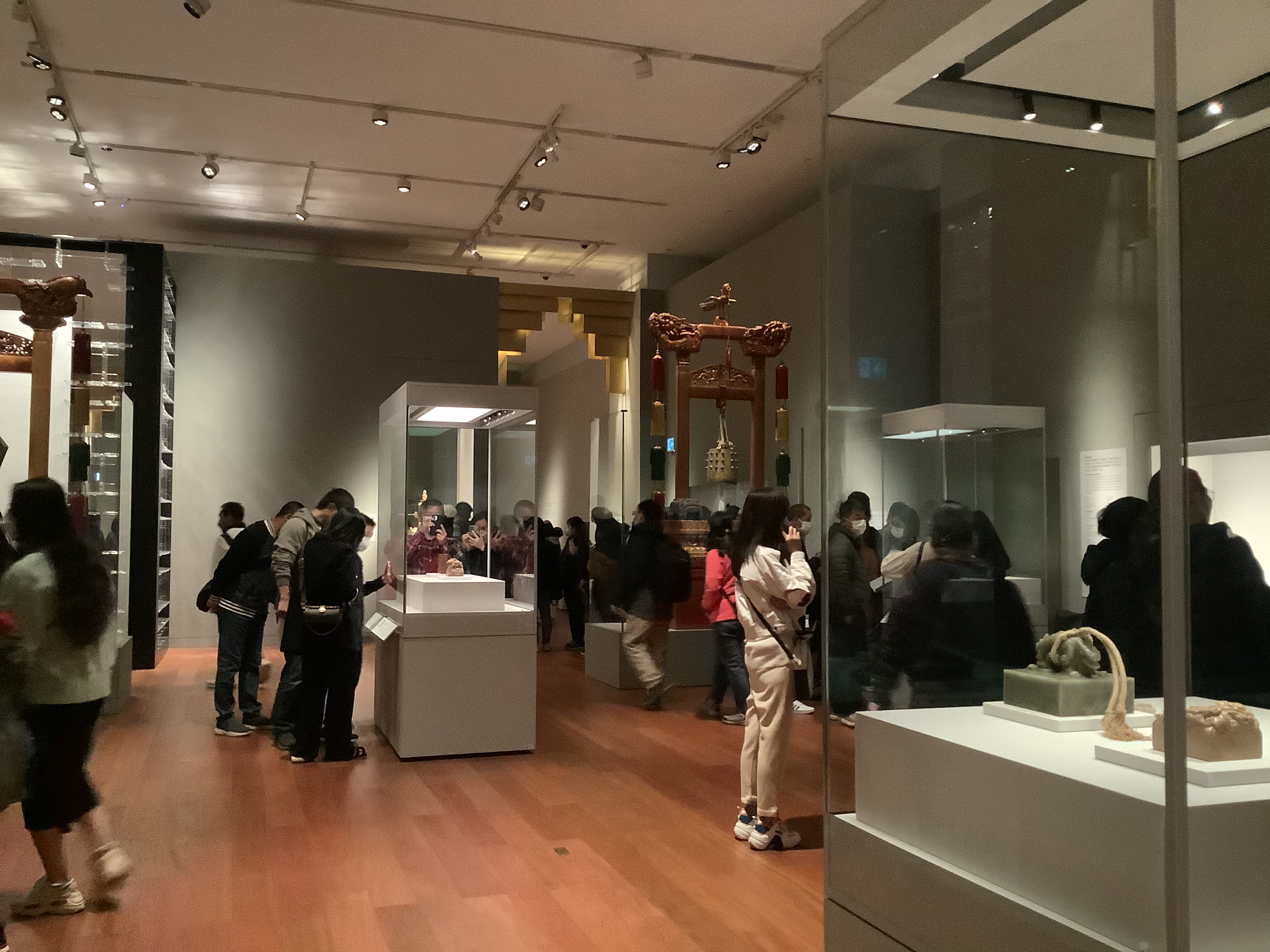
Salle d'exposition permanente 1.
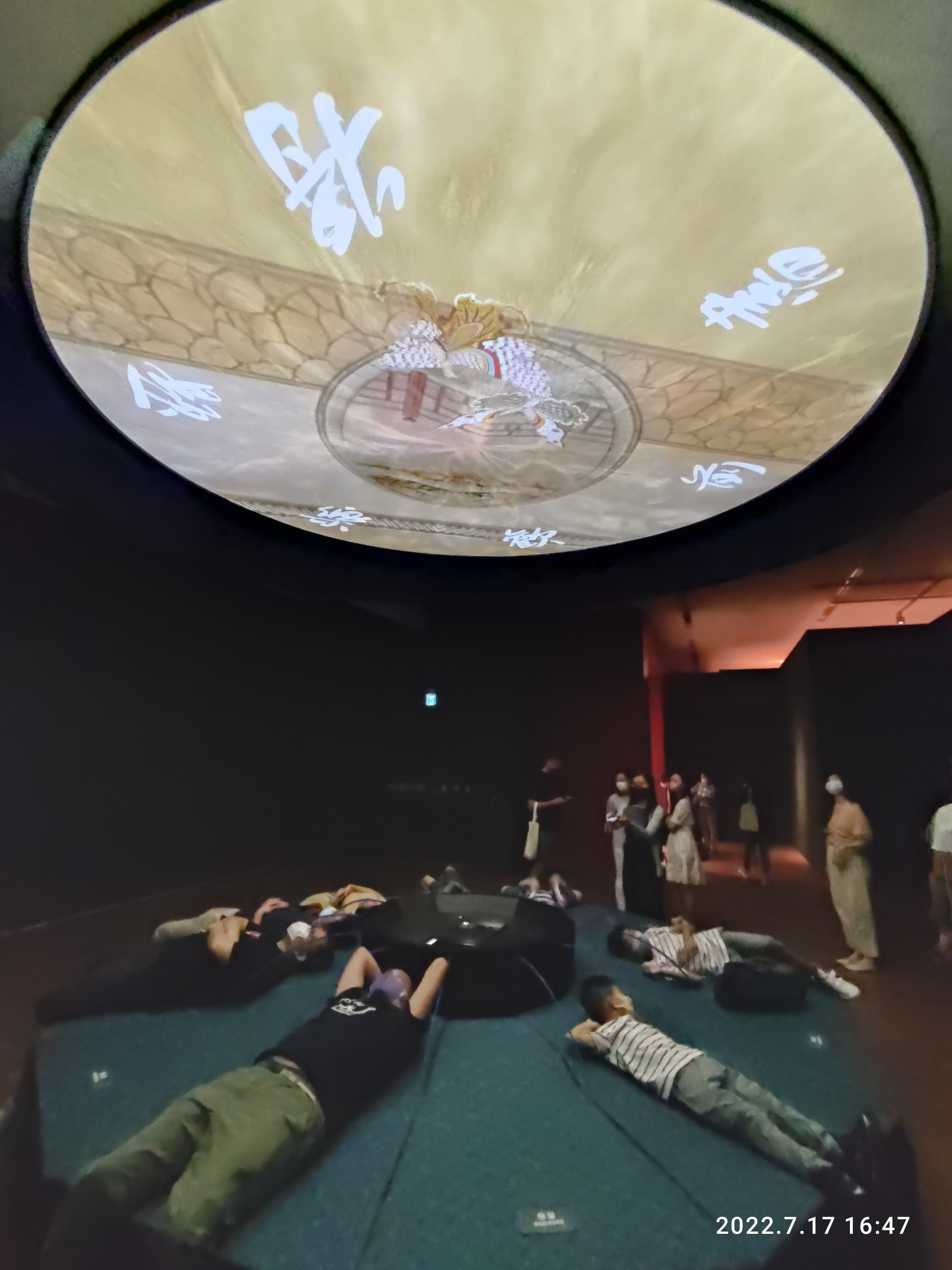
Projection interactive dans la salle d'exposition permanente 2.
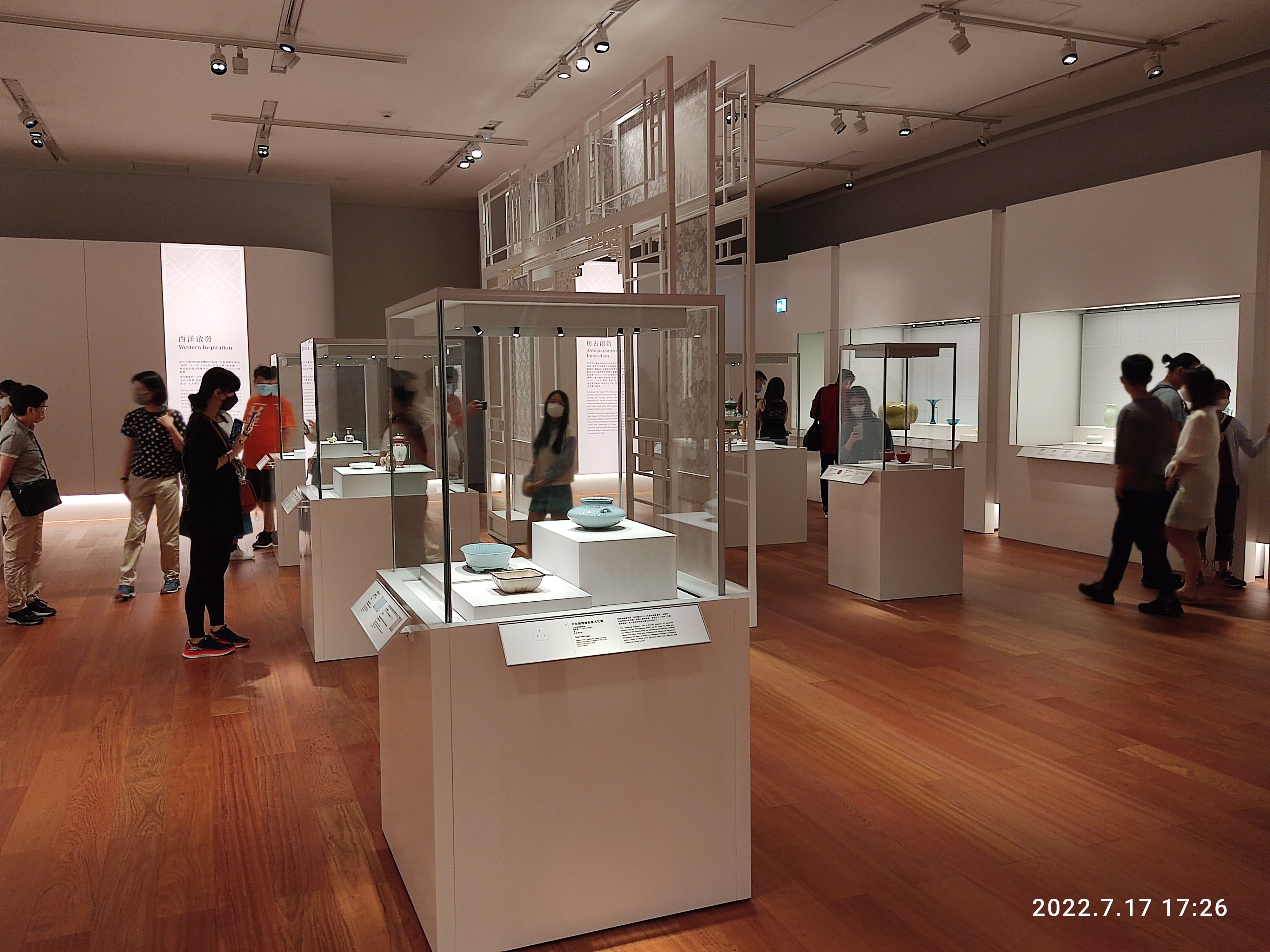
Salle d'exposition permanente 3.
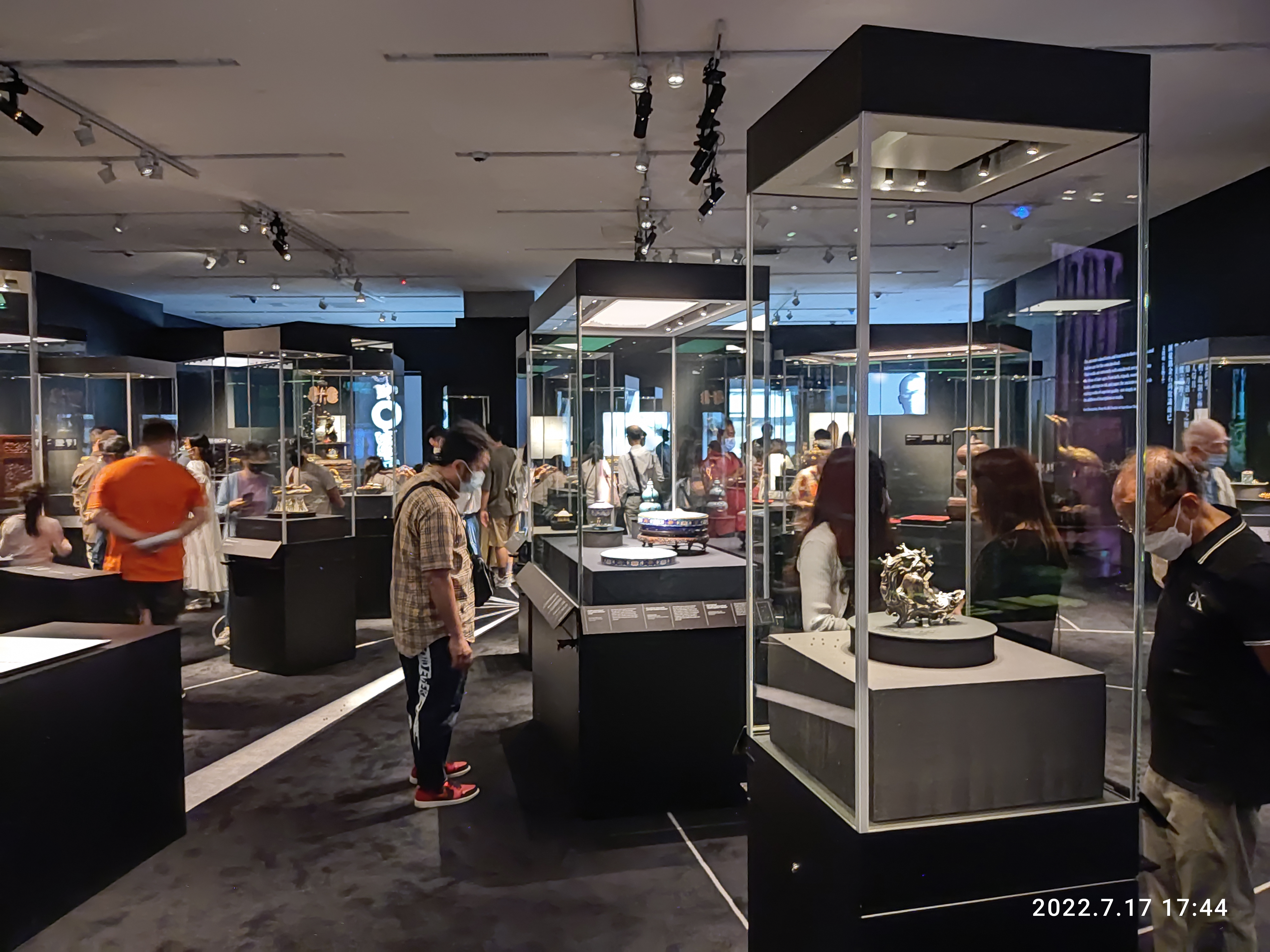
Salle d'exposition permanente 5.
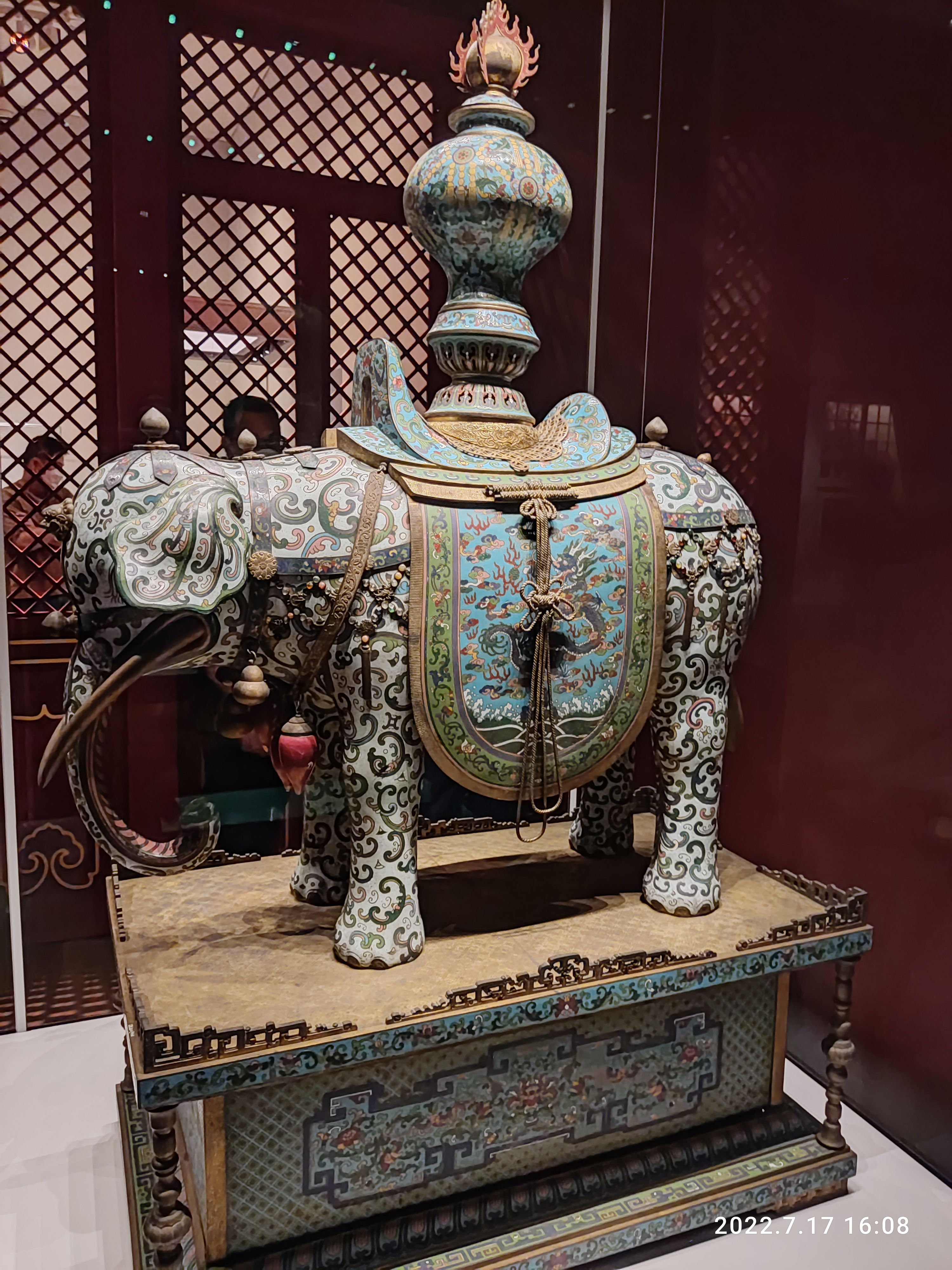
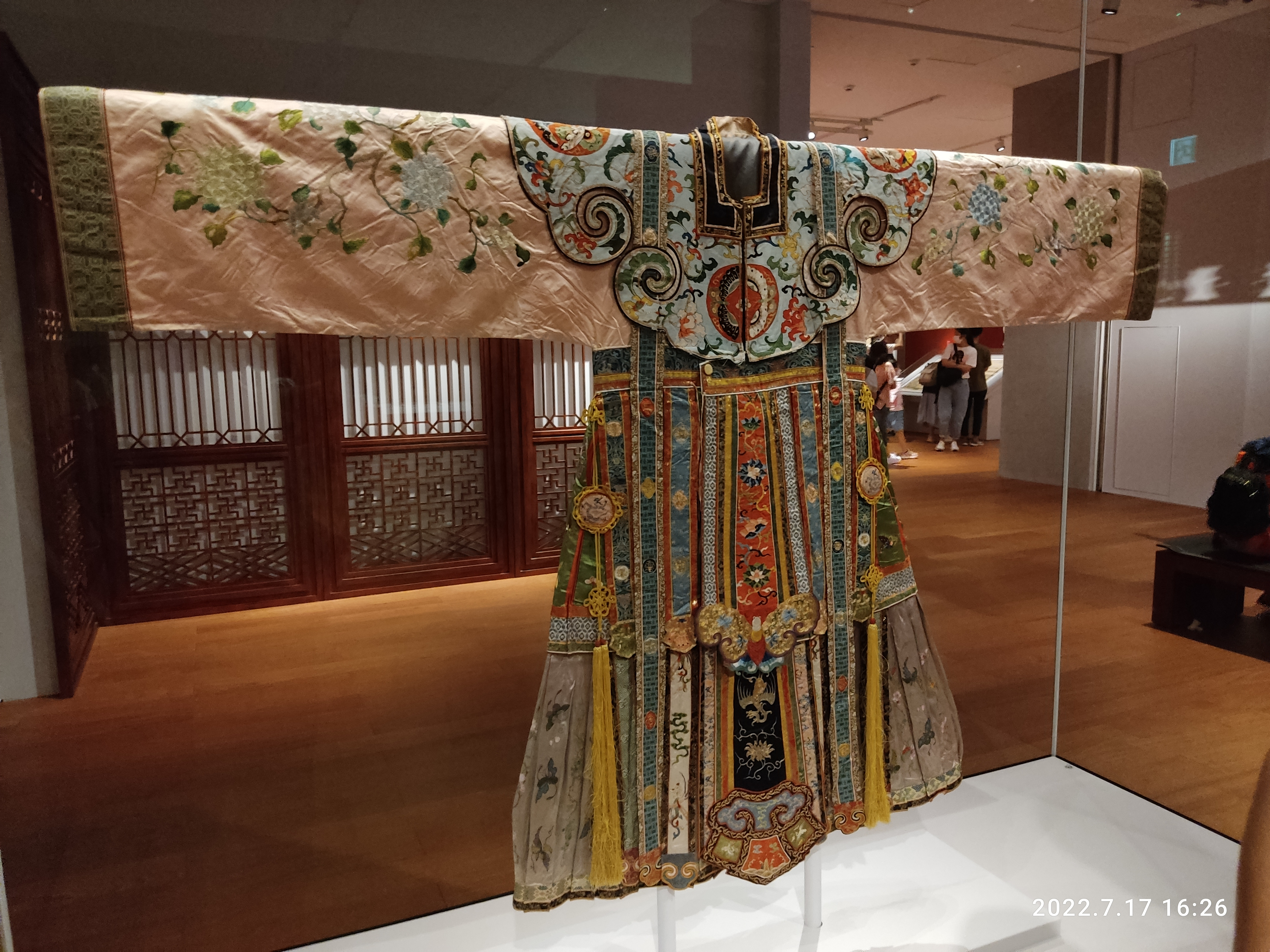
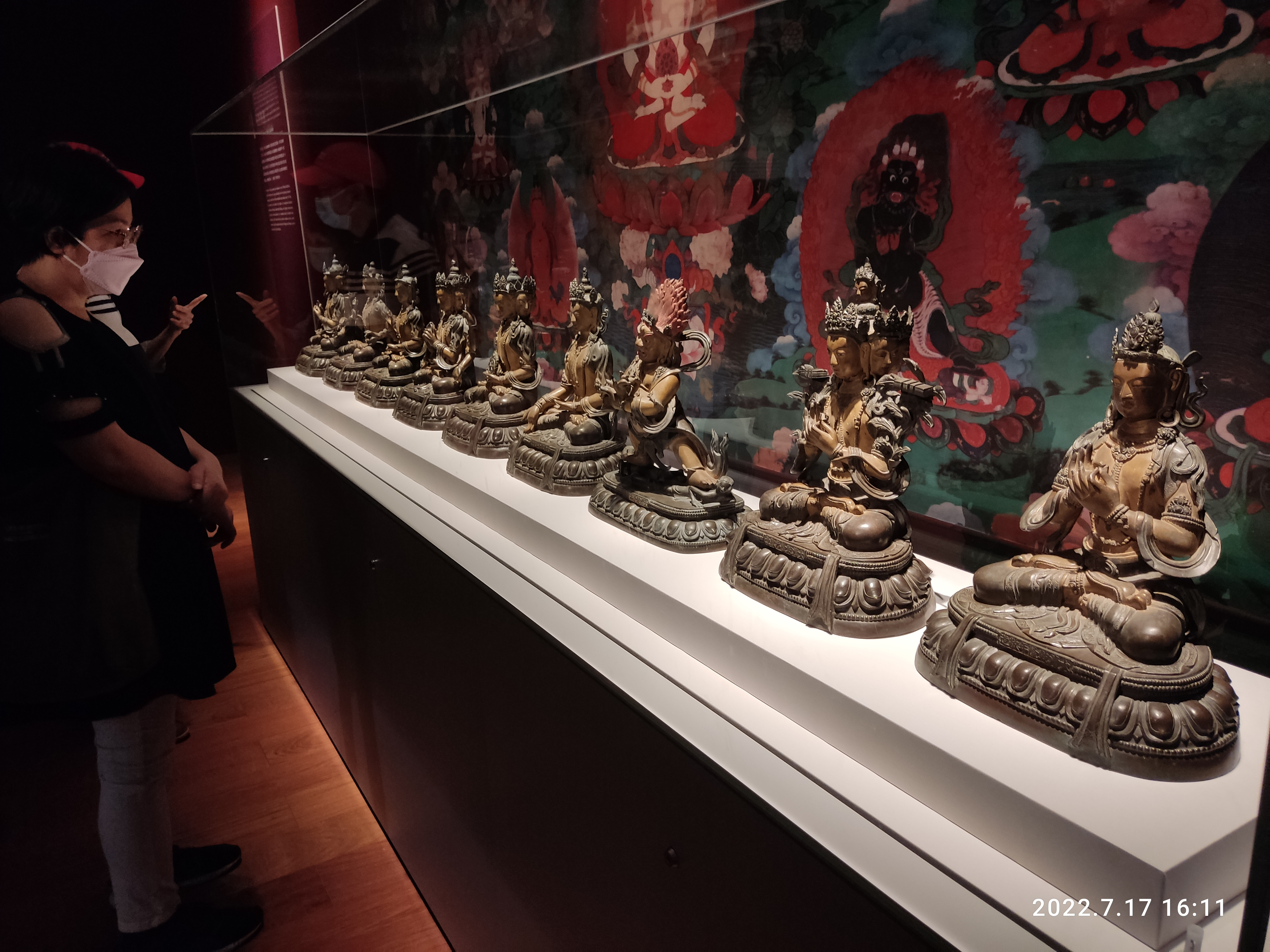
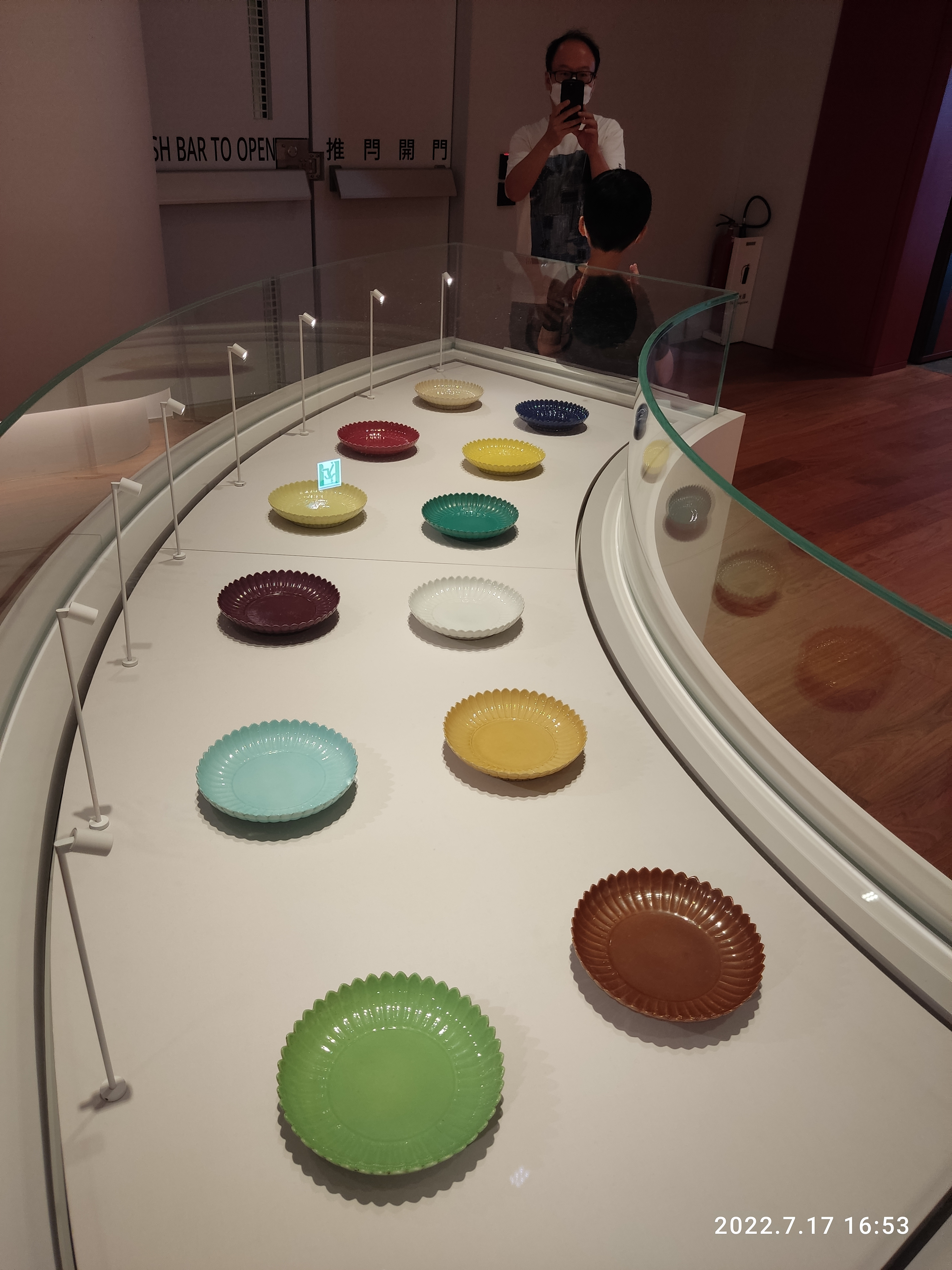
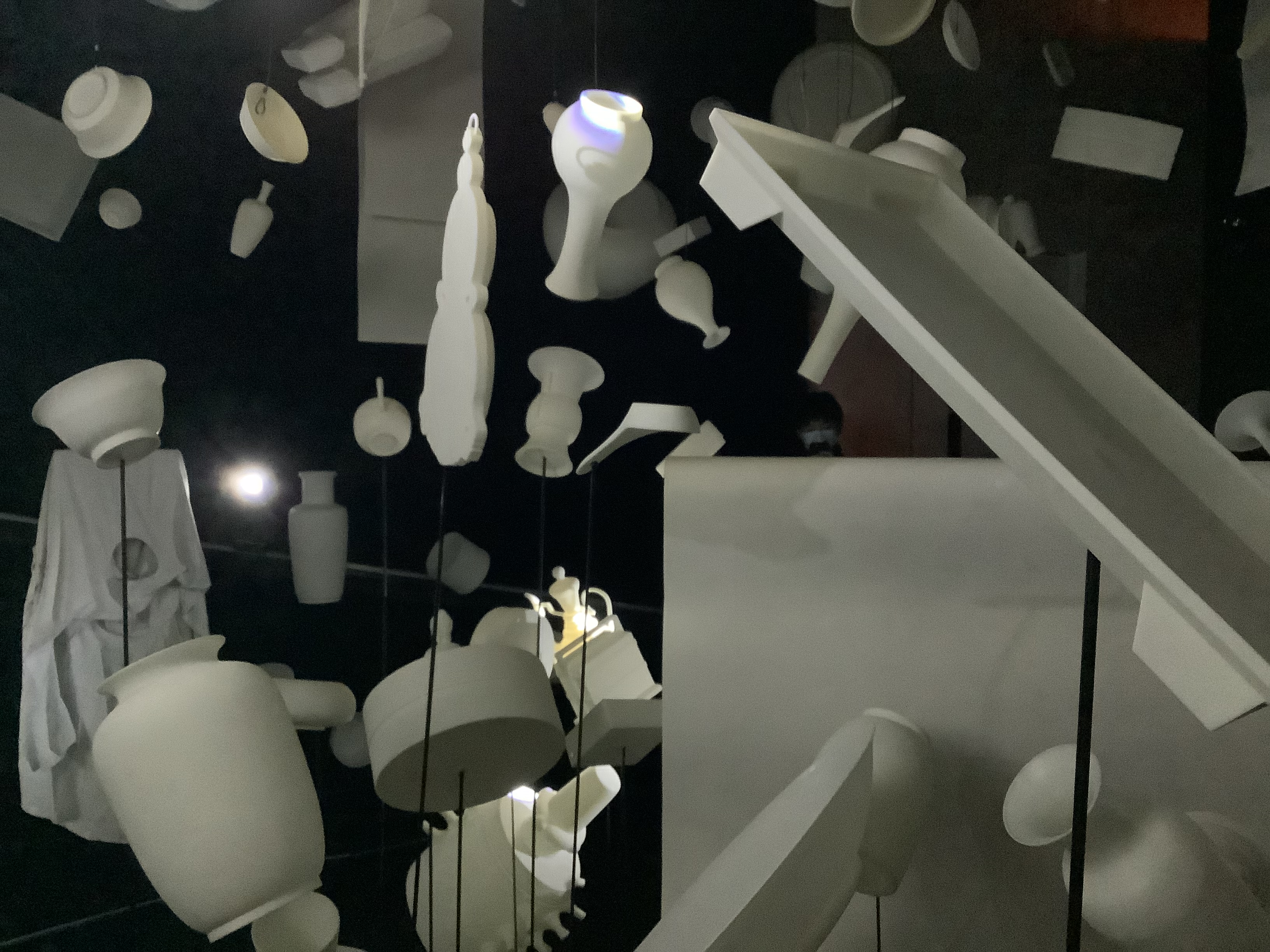
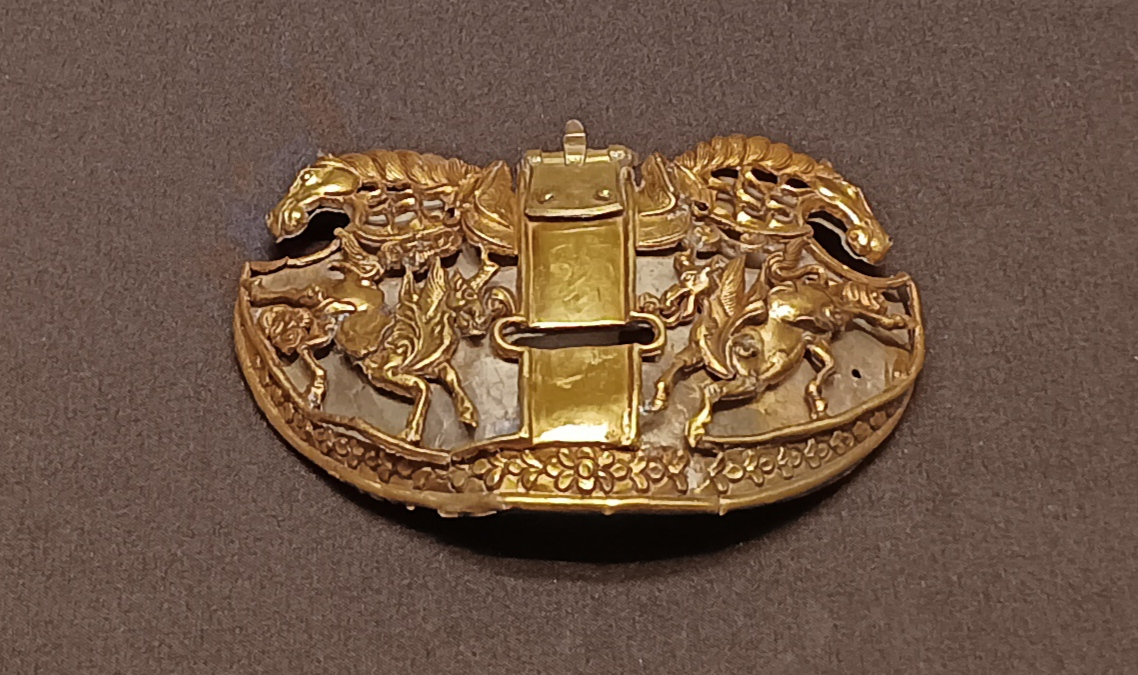
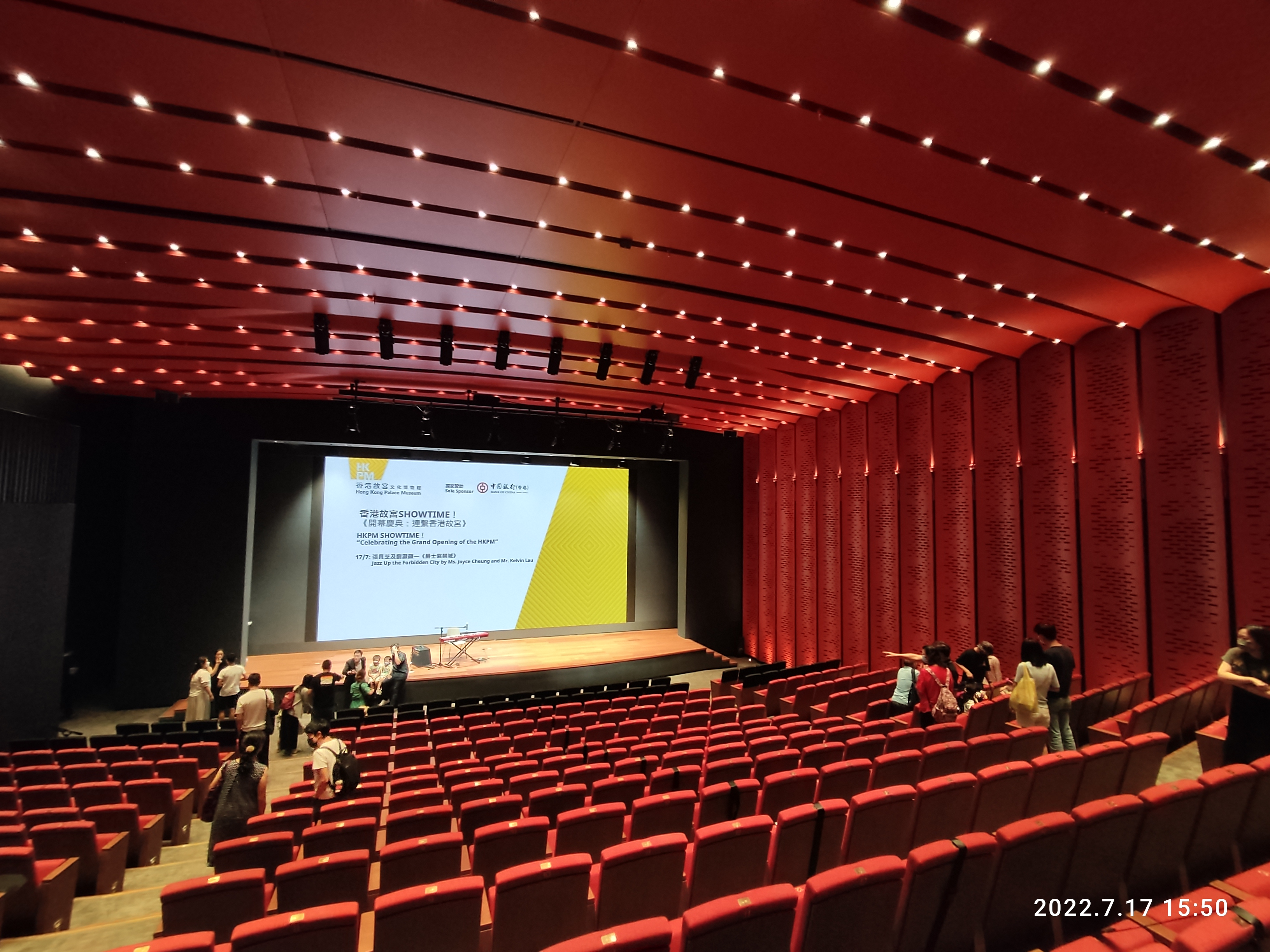
Salle de conférence du Jockey Club.